# اضطراب القلق الناجم عن الكافيين
اضطراب القلق الناجم عن الكافيين هو فئة فرعية من تشخيص الدليل التشخيصي والإحصائي للاضطرابات النفسية (الطبعة الخامسة) لاضطراب القلق الناجم عن مادة أو دواء. لطالما ارتبط استهلاك الكافيين بالقلق. تأثيرات الكافيين المسببة للقلق تكون بسبب معاداته للأدينوزين (مستقبلات A 1 وA 2A)، أو بسبب تثبيط نشاط مستقبلات أخرى.
تبين أن استخدام الكافيين الذي يتجاوز 200 ملغ يزيد من احتمالية حدوث نوبات القلق والذعر. يمكن أن تؤدي الكميات الزائدة من الكافيين إلى أعراض من القلق العام إلى أعراض الوسواس القهري.

## آلية عمل الكافيين
يعمل الكافيين بطرق متعددة داخل الدماغ وبقية الجسم. بالرغم من ذلك ، فإن عمل الكافيين الرئيسي هو مناهضة مستقبلات الأدينوزين الأربعة (خصوصًا A1، A2A)؛  لذلك فهي تثبط من تأثير البنزوديازيبينات.، وينتج عن ذلك زيادة الشعور بالتوتر والقلقولكن الاعتماد على تركيز الكافيين الضروري والعوامل الأخرى قد لا يكون مسؤولاً عن التأثيرات السريرية للمادة.

### تعبئة الكالسيوم داخل الخلايا العضلية
يقلل الكافيين من جهد العتبة في خلايا العضلات بتركيزات عالية جدًا تبلغ نحو 1-2 ملي مولار ، مما يؤدي إلى انقباض مطول.

## الآثار الصحية طويلة الأمد
عند تناول الكافيين باعتدال يمكن أن يكون له العديد من الآثار المفيدة. بالرغم من ذلك، يمكن أن يؤدي استهلاك الكافيين المزمن إلى حدوث عيوب صحية مختلفة طويلة الأجل لدى الأفراد. من بين هؤلاء، قد أشارت دراسات القوارض إلى أن تناول الكافيين قد يغير بصفة دائمة من استثارة الدماغ.